# 乌兰陶勒盖淖尔
乌兰陶勒盖淖尔（又名乌兰扎勒盖淖尔）是位于中国内蒙古自治区通辽市科尔沁左翼中旗的一个湖泊。其具体位置约为东经121°16′，北纬44°15′，珠日和牧场西南。湖面海拔213米，面积约2.4平方公里，为咸水湖。乌兰陶勒盖淖尔来自蒙古语，意为红山头湖。